# Anazarba

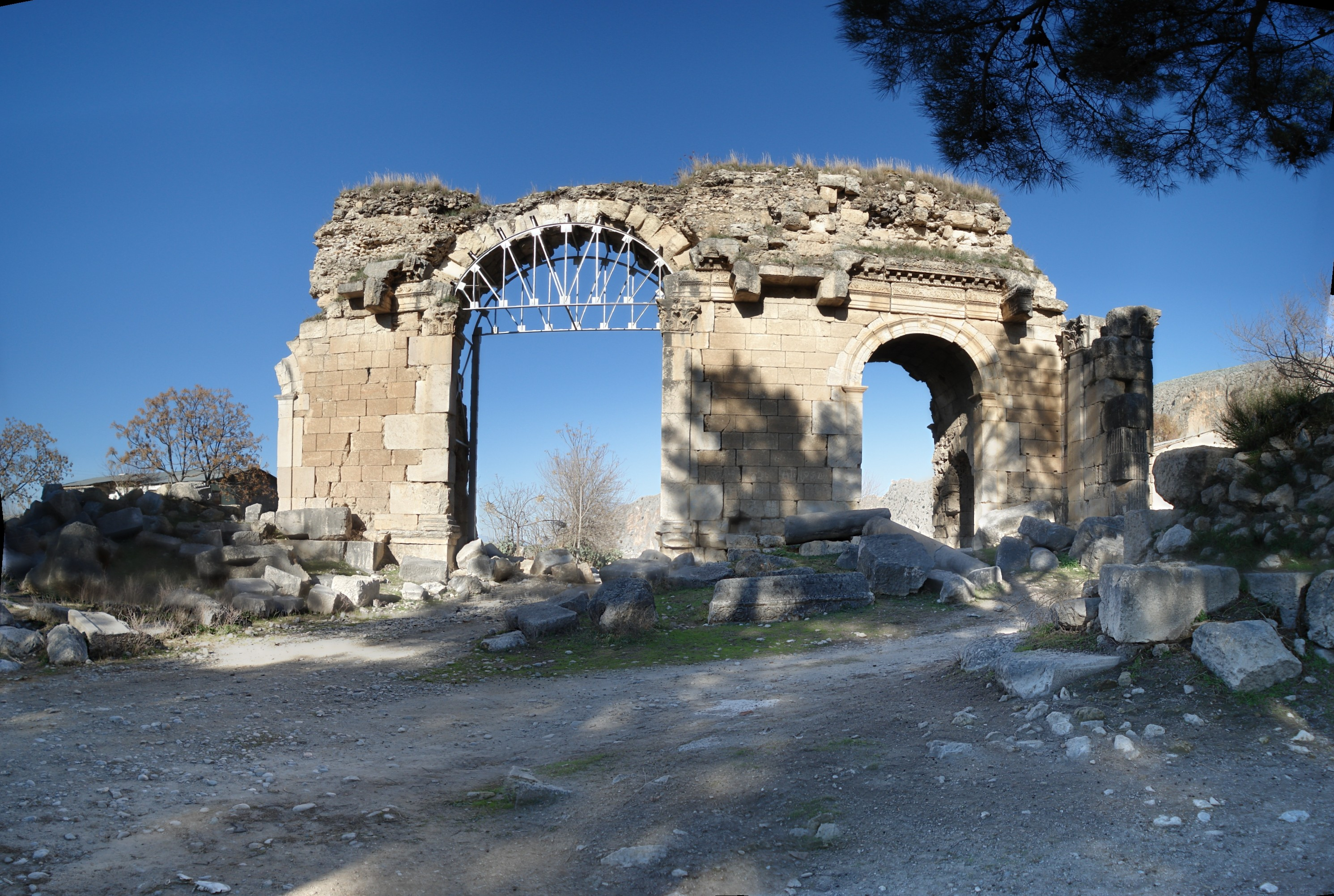
El Arco de triunfo de Anazarba.

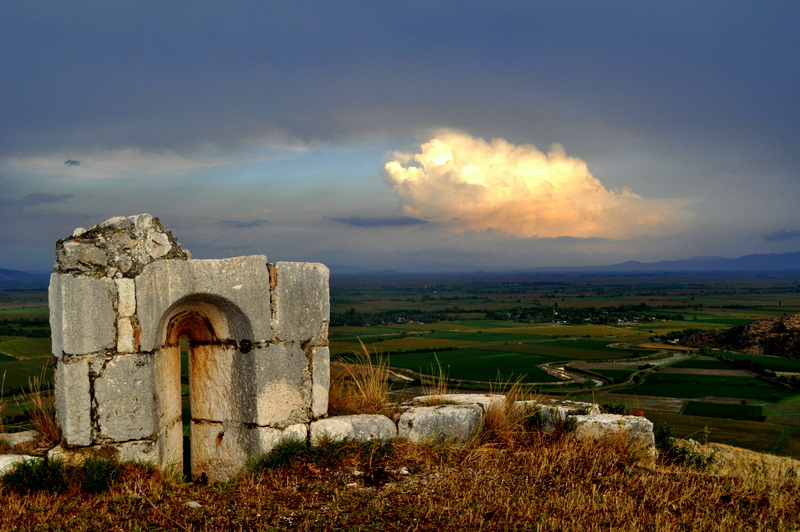
Vista desde la fortaleza de Anazarba.

Anazarba fue una antigua ciudad de Cilicia, en Turquía, ubicado en las llanuras aleianas, 15 kilómetros al oeste del curso principal del río Píramo, cerca de su afluente Sempas. La acrópolis se encuentra en un bloque saliente.

## Historia
La ciudad ya existía en la época prerromana, en el marco del Imperio romano de donde tomó el nombre de Caesarea  y se convirtió en la metrópolis de la provincia de Cilicia Secunda. En el año 525 fue reconstruida después de un terremoto por el emperador Justino I, que cambió su nombre por el de Giustinopoli (Justinópolis), pero el viejo nombre nativo persistió, y cuando Thoros I de Armenia la hizo capital del reino armenio de Cilicia, a principio del siglo XII , era conocida como Anazarva.
Dioscórides, Julián de Anazarbus y Opiano de Anazarba eran de esta ciudad.

## Galería

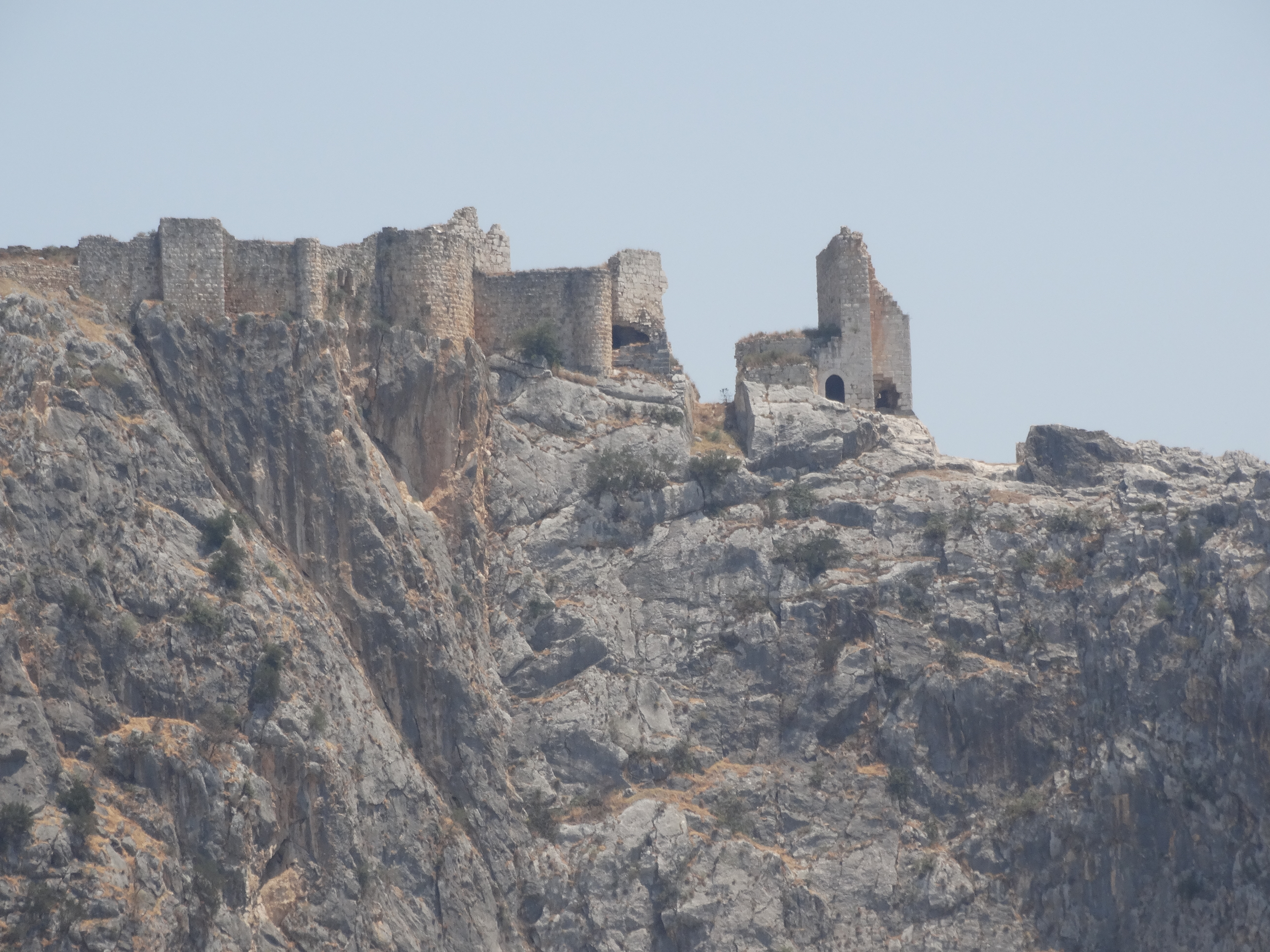
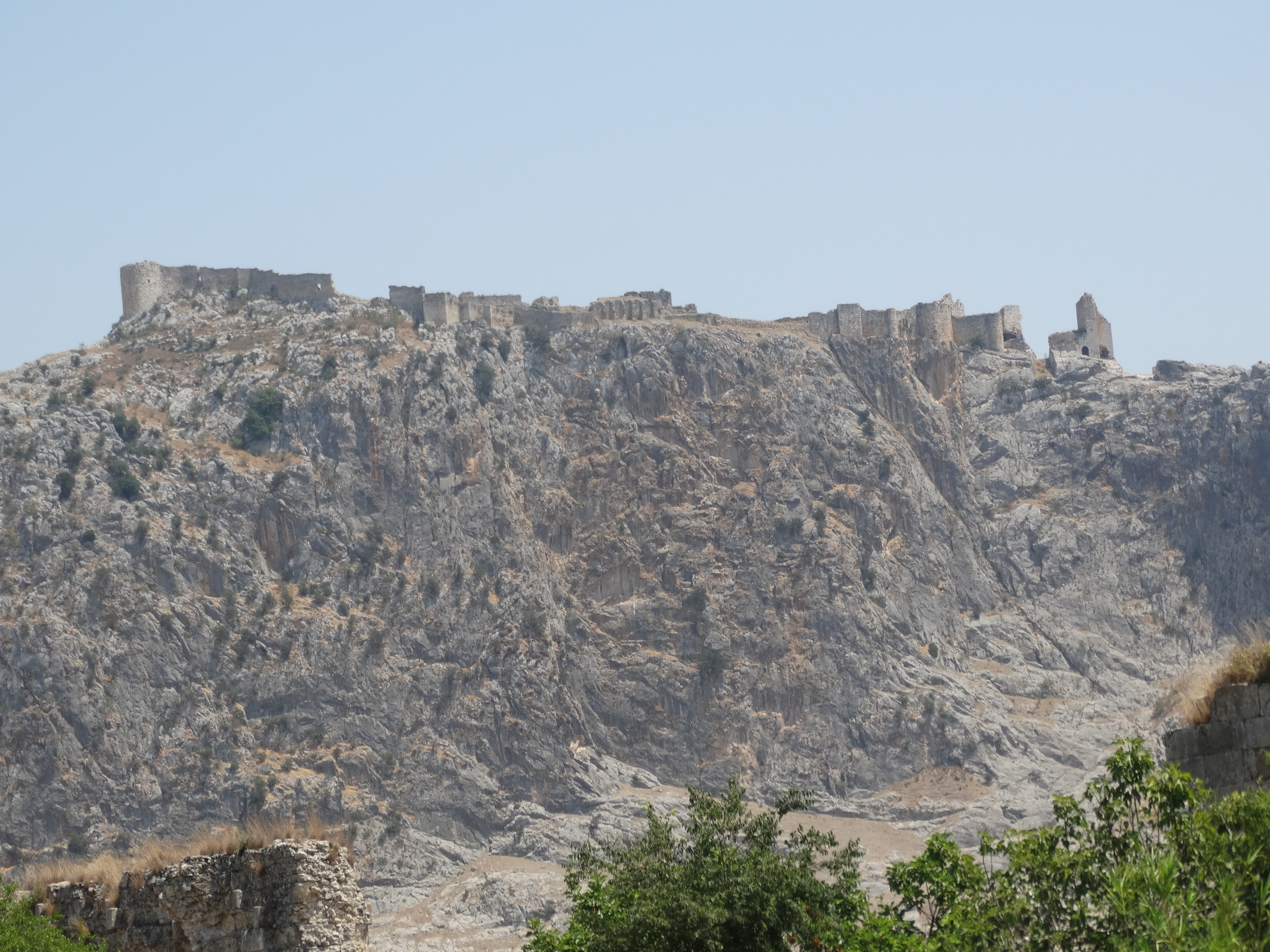
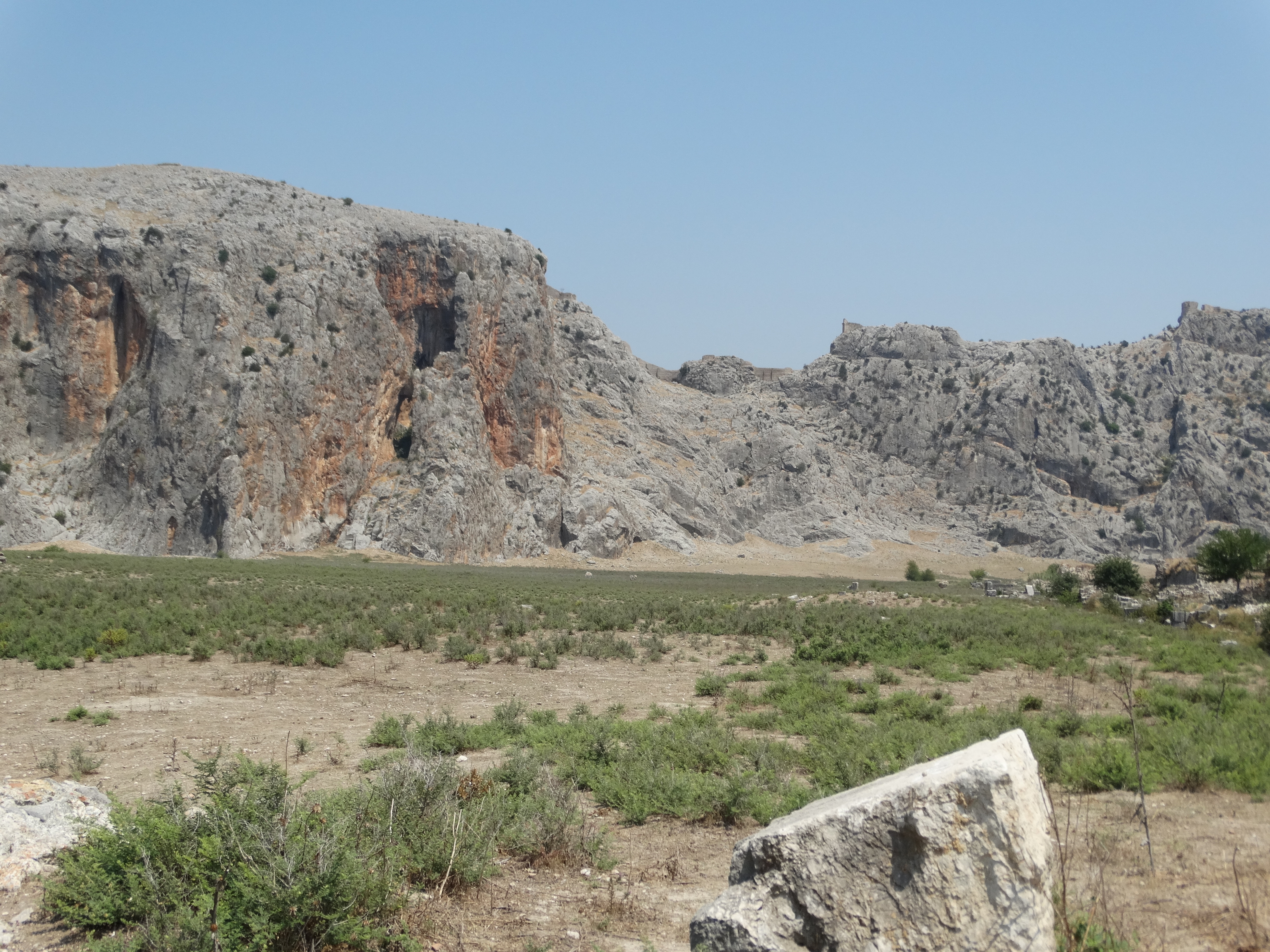
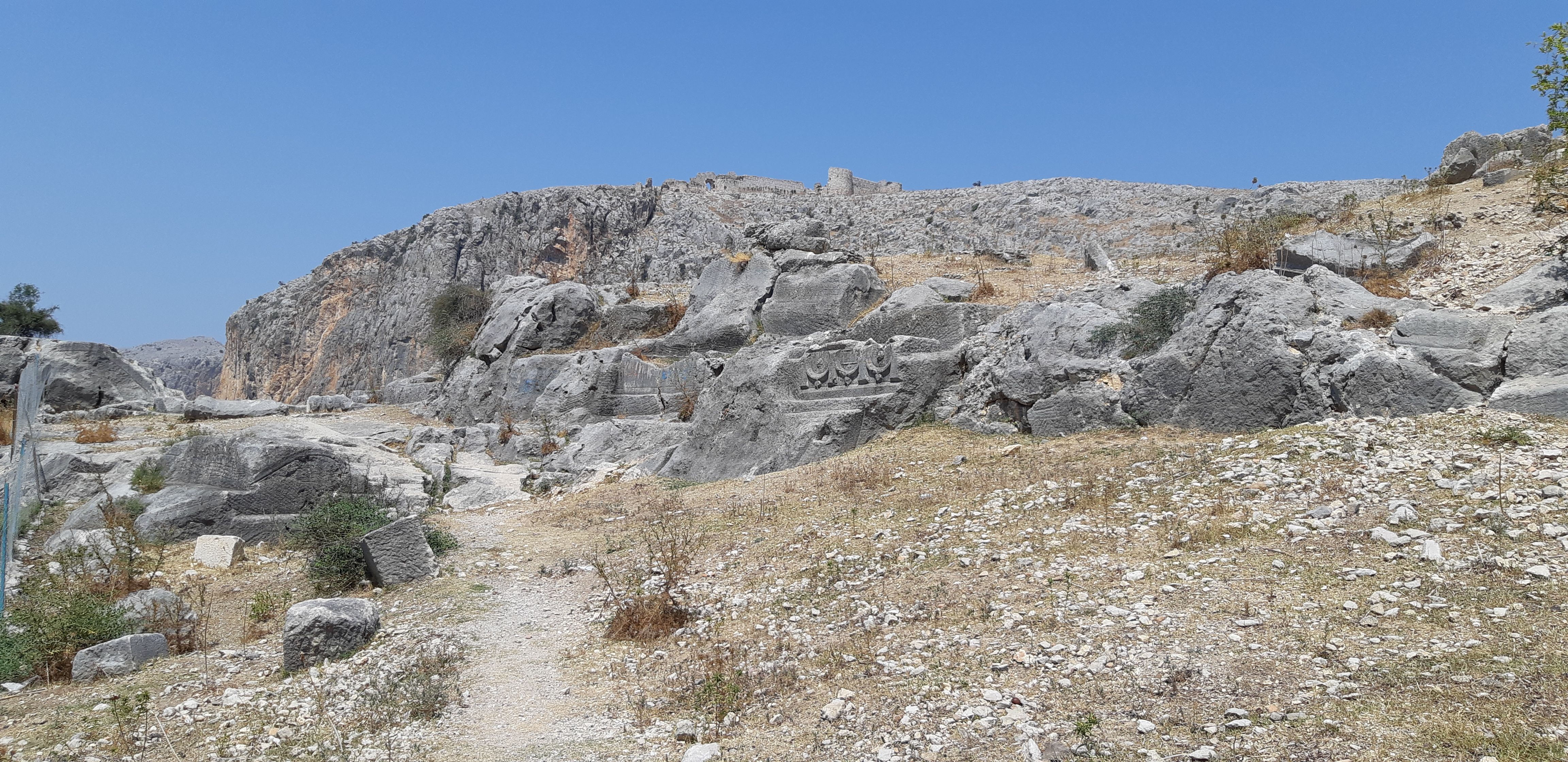